# NGC 1755
NGC 1755 är en öppen stjärnhop i Stora magellanska molnet i stjärnbilden Svärdfisken. Den upptäcktes år 1826 av James Dunlop.